# Jules Goüin
Ne doit pas être confondu avec Jules Goüin (1789-1868).
Pour les autres membres de la famille, voir Famille Goüin.
Jules-Édouard Goüin est un ingénieur, industriel et philanthrope français, né le 27 mai 1846 à Paris et mort le 10 septembre 1908 à Royaumont.

## Biographie

### La formation et les débuts
Fils d'Ernest Goüin et petit-fils d'Edouard Rodrigues-Henriques, Jules Goüin fait ses études au lycée Bonaparte puis à l'École centrale Paris dont il est diplômé en 1869. Après un stage à l'usine et au bureau d'étude de la société fondée par son père, ce dernier lui confie l'étude et la réalisation de la ligne de chemin de fer de Pitești-Craiova en Roumanie. Ce chantier se développait sur 140 km de long, il comportait des terrassements importants et de nombreux ouvrages d'arts, parmi lesquelles les ponts de Slatina, sur l'Olt (375 mètres), et de Balș, sur l'Olteț (120 mètres). La ligne est ouverte en janvier 1875. Ce succès, obtenu dans des conditions difficiles, techniquement et politiquement, vaut à Jules Goüin d'être admis comme administrateur de la Société de construction des Batignolles en 1872. Il prend part aux travaux, en tant qu'ingénieur ou dirigeant, de la ligne de Poitiers-Saumur, du chemin de fer de la Seudre, du réseau entier de Bône-Guelma (tant en Algérie qu'en Tunisie), du canal de Pierrelatte, du chemin de fer de Dakar à Saint-Louis, de la section du chemin de fer Souk Ahras-Ghardimaou, des chemins de fer en Italie, Autriche, Roumanie, etc.
Il constitue la Société d'exploitation du chemin de fer de Bône à Guelma en 1876, en tant que filiale de la Compagnie des chemins de fer Bône-Guelma fondée par son père et dont il assure la vice-présidence.

### La présidence de la SCB

Portrait de Jules Goüin.

Après le décès de son père en 1885, il lui succède aux fonctions de président de la Société de construction des Batignolles. Il y renforce l'option génie civil et des grands Travaux publics prise par l'entreprise depuis le début des années 1880 et amplifie la stratégie d'exportation à travers le monde inaugurée par son père.
Il réalisa les lignes de Damas à Beyrouth (1892-1895) et Le Pirée-Salonique (à partir de 1902) ; ou encore la réalisation, entre 1883 et 1886, de deux ponts particulièrement complexes à Cernavodă, servant à raccorder deux lignes existantes dans le delta du Danube. Dans le même temps, la part des grands travaux portuaires prend une importance croissante : l’entreprise des Batignolles se voit confier la construction du port de Tunis-La Goulette, de celui de Bourgas sur la mer Noire en Bulgarie, et, au Brésil, ceux de Rio Grande do Sul et surtout Pernambouc. Il assure la construction, à partir de 1903, du chemin de fer de l'Indochine et du Yunnan au sud de la Chine destiné à prolonger la ligne qui venait d’être terminée au Tonkin, depuis le port de Hải Phòng, pour atteindre la riche province du Sichuan. La traversée du Yunnan Fou, région plutôt inhospitalière et relativement insalubre, posa d’innombrables problèmes de main-d’œuvre, de matériaux, de ravitaillement.
La Société de construction des Batignolles obtient, grâce à ses contacts politiques, la construction du pont Troïtsky sur la Neva, à Saint-Pétersbourg. Il répondait à la construction du pont Alexandre-III à Paris, dont la première pierre est posée par le tsar Nicolas II et qui est inauguré en 1900 pour l'Exposition universelle de Paris. Le Président de la République Félix Faure, ayant à ses côtés Jules Goüin, en pose la première pierre lors d'une somptueuse cérémonie, le 24 août 1897, dans le cadre de festivités marquant l'Alliance franco-russe. Il est inauguré par le tsar Nicolas II et la tsarine, le 19 mai 1903, en présence de Jules Goüin.

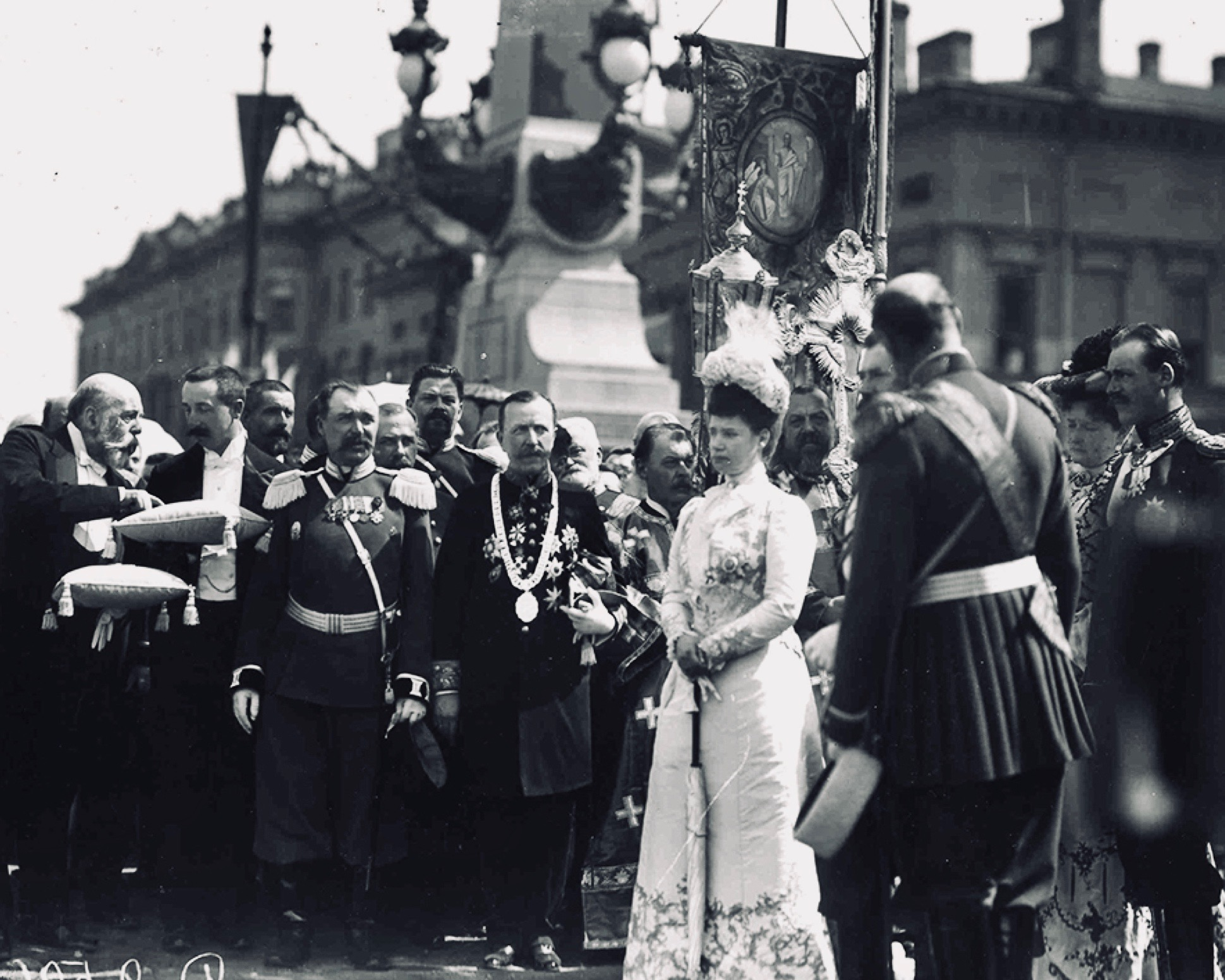
Jules Goüin lors de l'inauguration du pont Troïtsky (1903).
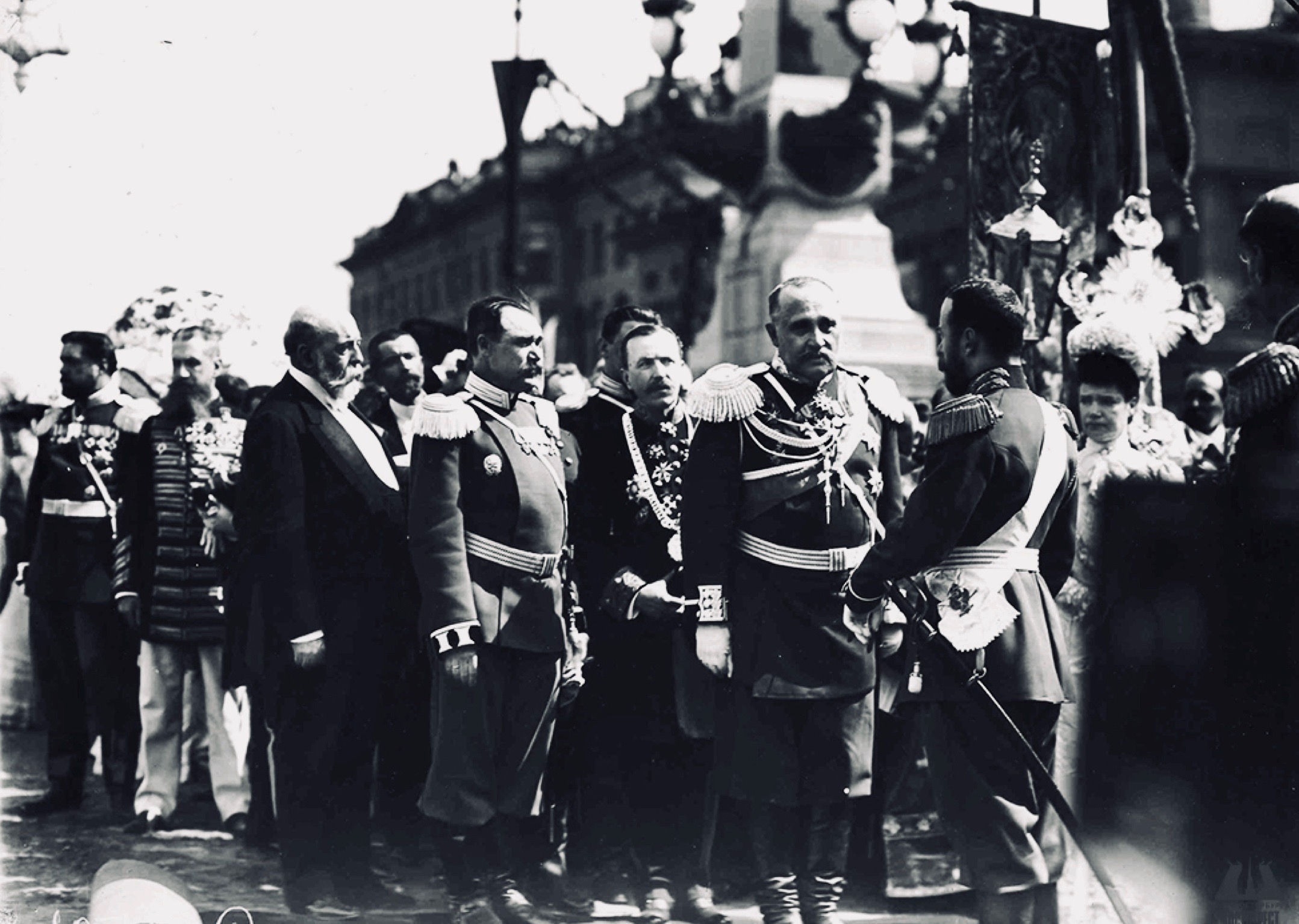
Jules Goüin lors de l'inauguration du pont Troïtsky (1903).

Président de la Société de construction des Chemins de fer Indochinois et de la Société d'études de travaux publics du Maroc (filiale de la Compagnie marocaine), vice-président de la Compagnie des chemins de fer Bône-Guelma, il est administrateur de la Régie générale des chemins de fer, de la Société d'étude des phosphates de Kalaâ-es-Senam, du Chemin de Fer Moudania Brousse et de la Société d'études industrielles en Chine, et commissaire de la Société du domaine de l'Habra et de la Macta. Il est liquidateur de la Société foncière de l'Oued-Zargua en 1904.
Jules Goüin est censeur (1890-1897) puis régent (1897-1908) de la Banque de France, inspecteur des arts et manufactures, conseiller du commerce extérieur de la France, ainsi que vice-président de la Chambre syndicale des fabricants et constructeurs de matériel pour chemins de fer et tramways et membre de la Société des ingénieurs civils de France et de la Société de géographie.
Il est décoré de la Légion d'honneur en 1884.

### Un engagement philanthropique
Soucieux de lutter contre la pauvreté, Jules Goüin et son épouse s'engage dans les œuvres catholiques, les œuvres patronales et au sein de la Société philanthropique,. Il met ainsi en place en 1886 un fonds de pension et secours afin de venir en aide aux anciens ouvriers et à leurs familles. Il crée la Fondation Jules-Goüin et, en 1893, il entreprend ce qui restera sa grande œuvre, la construction à Clichy d’un hôpital dispensaire et d’immeubles d’habitation économique, situées au nos 23-25 de la rue d'Alsace, destinés aux employés de la Société de construction des Batignolles et à la population clichoise. Il fait don à la Société philanthropique des terrains et des sommes nécessaires à l’édification des bâtiments et la charge de mener à bien ces deux projets puis d’en assurer la gestion, pour une somme totale de 1 200 000 francs-or. L'Hôpital Goüin ouvrira en 1897, sous la direction des Sœurs de Saint-Joseph de Cluny comme le souhaitait Jules Goüin.
Les Goüin font également construire un immeuble collectif moderne en 1907, au no 75 rue Pouchet, pour les employés de la Société de construction des Batignolles, et financent (avec leurs parents les Roland-Gosselin) la construction voisine de l'église Saint-Joseph-des-Épinettes.
Jules Goüin était par ailleurs administrateur délégué et trésorier de l'Œuvre de Saint-Nicolas, fondée par l'abbé Martin de Bervanger et le comte Victor de Noailles, et membre de la Société française des habitations à bon marché.

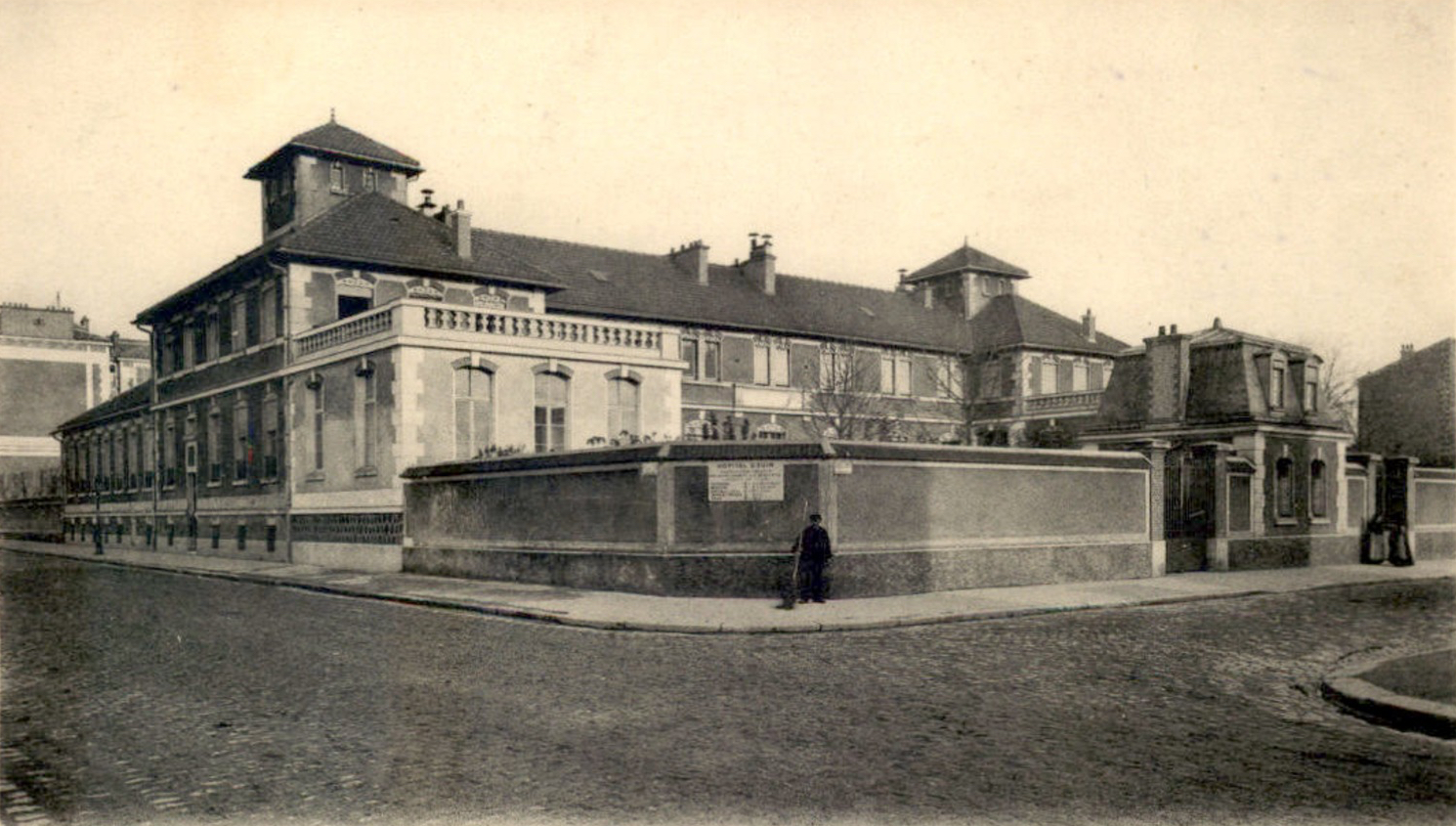
L'hôpital Goüin, à Clichy.
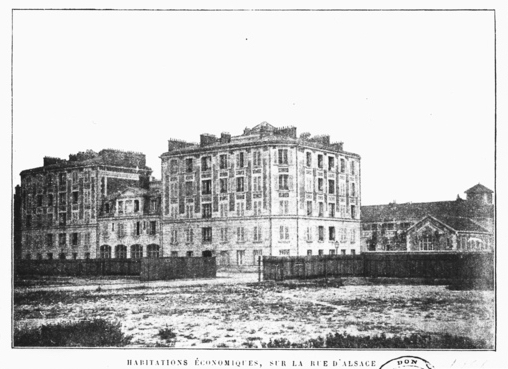
Les immeubles d'habitation économique, nos 23-25 de la rue d'Alsace à Clichy.
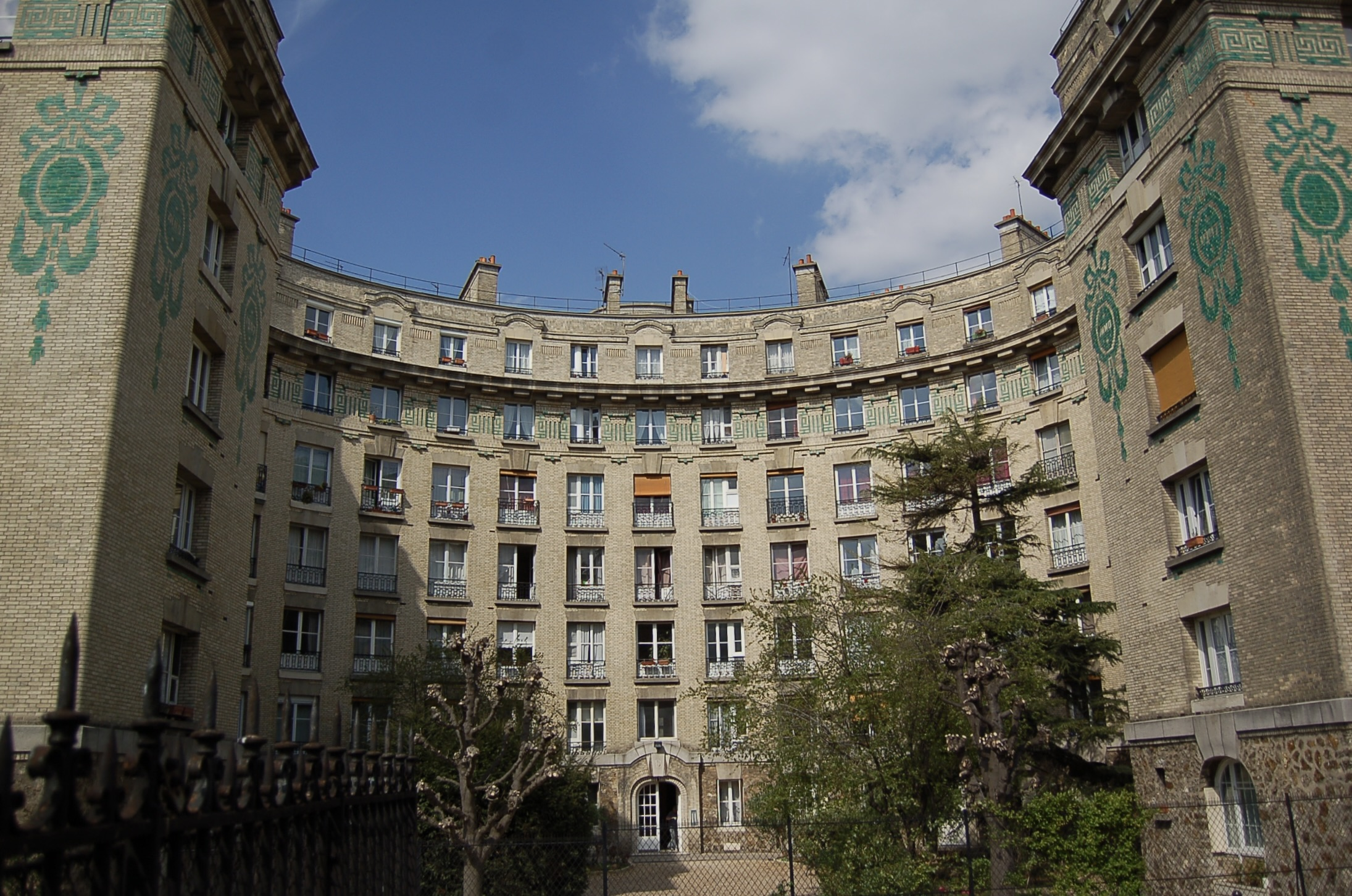
L'immeuble collectif de la rue Pouchet (17e arrondissement de Paris).
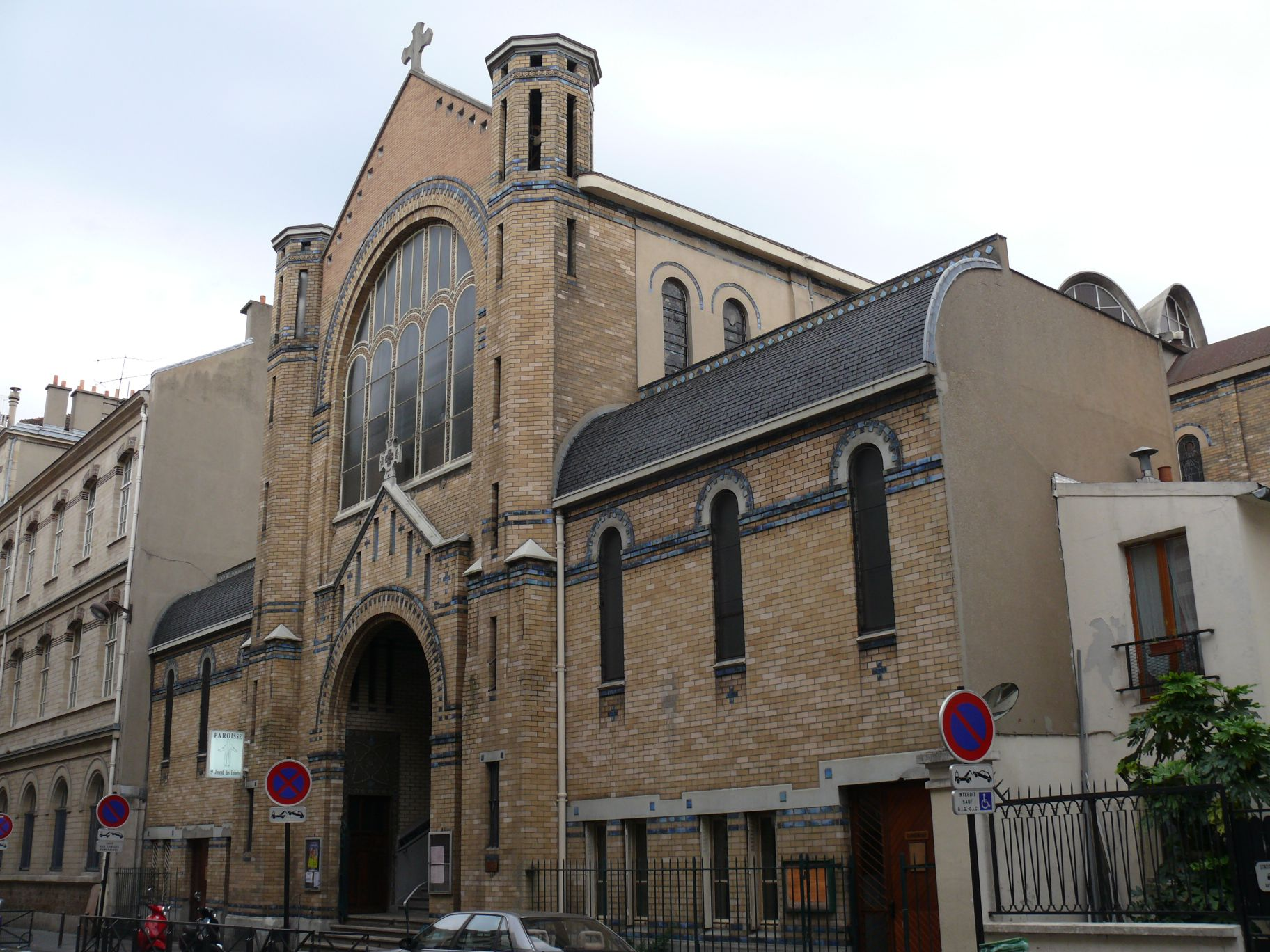
L'église Saint-Joseph-des-Épinettes (17e arrondissement de Paris).

### Vie familiale
Jules Goüin épouse à Paris, le 22 juin 1875, Marie-Thérèse Singer (1856-1909), fille de l'avocat Henry Singer et de Marianne Lablache (elle-même fille de Luigi Lablache). Le père de Marie-Thérèse Singer (qui se remariera avec la veuve de Léon Vaudoyer et petite-fille de Joseph Mira-Brunet) était le fils de l'industriel et philanthrope David Singer, qui donnera son nom à la rue Singer (Paris), et le beau-frère de Flore Singer. Remarquable cantatrice, Mme Goüin réalise de nombreux concerts de charité, notamment dans leur hôtel particulier du no 4 de l'avenue Vélasquez à Paris. Elle décède de manière tragique, le 16 décembre 1909, agressée et défenestrée par deux militaires en permission, au cours d’un voyage en train (voir l'Affaire du wagon sanglant). Ce sinistre événement constitua un véritable feuilleton qui tint en haleine de longs mois les lecteurs des journaux populaires et mondains.
Ils eurent six enfants, dont trois lui succéderont à la tête des Batignolles :
- Édouard (1876-1922), marié à Suzanne du Buit
- Gaston (1877-1921), marié à Marguerite-Marie Cottin
- Anna-Mathilde (1879-1966), mariée à l'ingénieur Louis Lorieux, fils de Théodore-Marie Lorieux et administrateur de plusieurs sociétés du groupe Batignolles
- Ernest II (1881-1967), marié à Jeanne Treilhard
- Robert (1889-1931), administrateur de sociétés, épousa en 1910 Élisabeth Chevreau d'Antraigues (fille du comte Urbain Chevreau d'Antraigues et petite-fille du ministre Henri Chevreau)

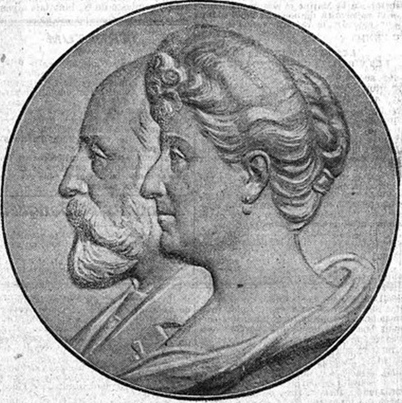
Médaillon de la Société philanthropique en l'honneur de Jules Goüin et son épouse, par Louis-Alexandre Bottée.
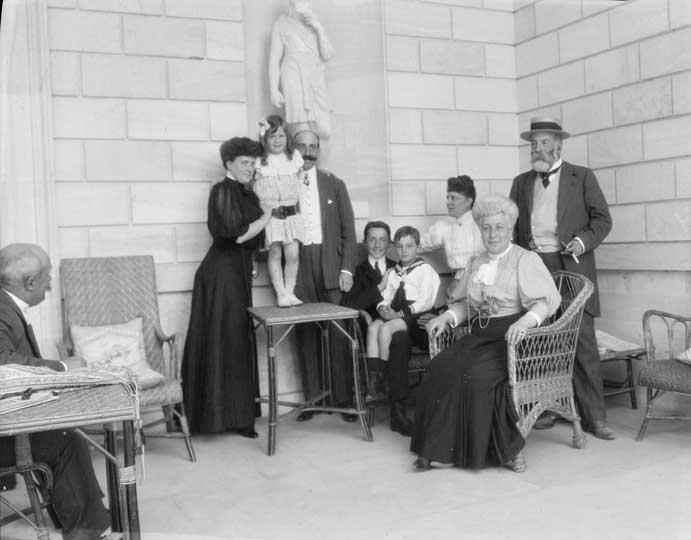
Jules Goüin et sa famille, sur le perron du palais abbatial de Royaumont.
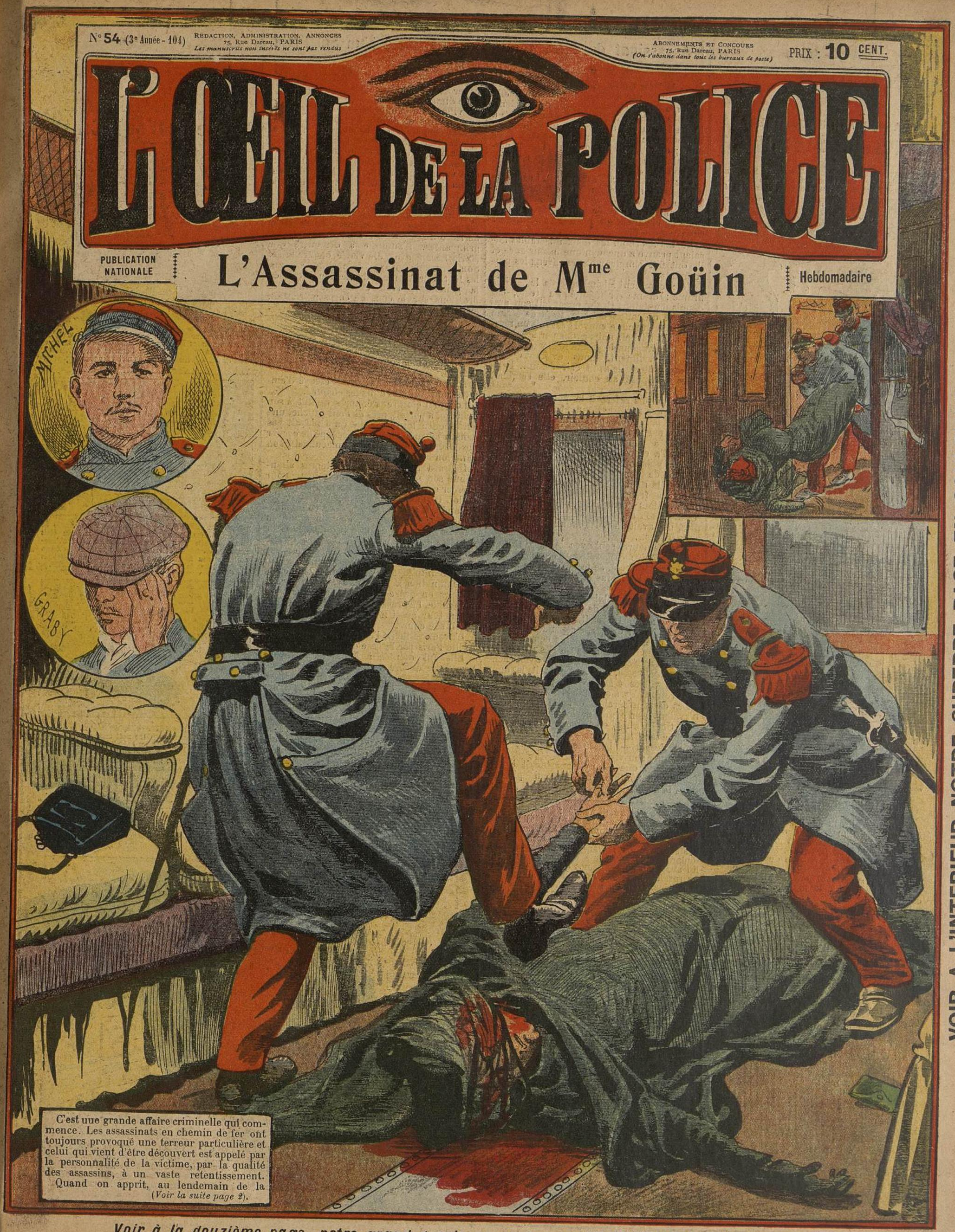
Une de L'Œil de la police (Tome 54, 1910) : "L'assassinat de Mme Goüin".

Jules Goüin rachète le Palais abbatial de Royaumont (alors dit le château) et son domaine de 258 hectares en 1898. Les bâtiments monastiques forment une enclave au sein de la propriété, occupée par des religieuses qui, menacées par la loi Combes sur les Congrégations, cherchent bientôt à vendre. Afin d’éviter une éventuelle reconversion des bâtiments en tannerie ou en asile d’aliénés, Jules Goüin s’entend avec la supérieure du couvent, la mère Marie-Emmanuel, et la société civile qui représente les religieuses, et achète l’abbaye de Royaumont le 26 septembre 1905, avec l’intention de la leur rendre si les circonstances leur permettaient d’y revenir.
Il acquiert également la villa Desmarest, petit château construit en 1857, au no 10 de la berge de la prairie à Croissy-sur-Seine.
À son décès, sa fortune est d'environ vingt millions de francs.